# ویتولد لشچینسکی
ویتولد لشچینسکی (لهستانی: Witold Leszczyński؛ ۱۶ اوت ۱۹۳۳ – ۱ سپتامبر ۲۰۰۷) کارگردان فیلم، فیلم‌نامه‌نویس و فیلم‌بردار اهل لهستان بود.
از فیلم‌های او می‌توان به کونوپیلکا، روزگار ماتئوش و تبر اشاره کرد.